# الدوري البرازيلي الدرجة الثالثة
الدوري البرازيلي الدرجة الثالثة (بالبرتغالية: Campeonato Brasileiro da Série C‏) هو الدوري الثالث في البرازيل، انشئ الدوري سنة 1981.

## وصلات خارجية
- CBF Confederação Brasileira de Futebol - Brazilian Football Confederation
- RSSSF Brazil links